# Fúlvia (esposa de Marc Antoni)
Fúlvia (en llatí Fulvia) va ser una dama romana filla de Marc Fulvi Bambalió de Tusculum, i de Semprònia, neta de Tudità.
Es va casar amb Publi Clodi Pulcre amb el que va tenir a Clàudia o Clòdia que després va ser la dona (més exactament la promesa) d'Octavi o Octavià (August). Quan el seu marit va ser mort per Miló, Fúlvia va exposar el seu cadàver entre grans lamentacions i va mostrar les ferides que havia sofert Publi Clodi a la multitud que anava a veure el cos per encoratjar així els desitjos de venjança contra els assassins.
Després es va casar amb Gai Escriboni Curió i quan aquest va morir a Àfrica l'any 49 aC va viure alguns anys com a vídua fins al 44 aC en què es va casar amb Marc Antoni amb el que va tenir dos fills.
Havia estat una dona de conducta llibertina però intel·ligent i amb el desig que el seu marit ocupés el primer lloc de la república va mantenir-se fidel al seu marit. Quan Marc Antoni va ser declarat enemic públic, ella es va dirigir al senat per demanar de la forma més humil, que el decret fos modificat. A les proscripcions del 43 aC va actuar brutalment amb els seus enemics, i és coneguda l'alegria que va mostrar davant del cap tallat de Ciceró. Quan es va ordenar a les dones romanes riques de lliurar els seus tresors al Segon Triumvirat, aquestes van demanar la intervenció de les dones dels triumvirs per atenuar l'ordre i quan van anar a casa de Fúlvia, les va tractar ignominiosament.
L'any 40 aC quan Marc Antoni es divertia amb Cleòpatra disposant de tots els luxes de l'orient, Fúlvia va maniobrar per aconseguir la seva tornada i va provocar disturbis a Itàlia instigant al seu cunyat Luci Antoni a erigir-se en protector dels oprimits i reduint a la pobresa les colònies de veterans que havia fundat Octavi (August). Fúlvia i Luci Antoni es van establir a Praeneste, i ella va declarar que la seva vida i la dels seus fills corria perill a mans de Lèpid. Després va acompanyar a Luci Antoni a Perusa i va començar a demanar el suport dels habitants del nord d'Itàlia mentre la ciutat era assetjada per Octavi en l'anomenada Guerra de Perusa. Quan aquest va conquerir la ciutat per la traïció de Luci Antoni, va deixar escapar a Fúlvia que va arribar a Brundusium des d'on va embarcar cap a Grècia, mentre Marc Antoni era de camí cap a Itàlia i es va aturar a Atenes on es va trobar amb la seva dona, la conducta de la qual va censurar durament. Es diu que aquest tracte dur la va fer posar malalta, i en aquest estat Marc Antoni la va deixar a Sició i se'n va anar a Brundusium.
Fúlvia es va sentir greument ferida pel tracte del seu marit i va morir al cap de poc a Sició. La seva mort va ser oportuna i va permetre una reconciliació entre els triumvirs en la qual Marc Antoni es va casar amb Octàvia.